# Peter Gailer
Peter Gailer (* 6. Februar 1956 in Garmisch-Partenkirchen) ist ein ehemaliger deutscher Eishockeyspieler und -trainer. Der Verteidiger spielte unter anderem für den SC Riessersee, Kölner EC, ECD Iserlohn, Mannheimer ERC und EC Hedos München in der Bundesliga. Mit Riessersee und Köln wurde er insgesamt dreimal Deutscher Meister.

## Karriere

### Als Spieler
Der Verteidiger begann seine Bundesliga-Karriere im Jahr 1974 beim SC Riessersee. In der Saison 1977/78 und in der Spielzeit 1980/81 feierte er mit seinem Heimatverein den Deutschen Meistertitel. Im Sommer 1982 holte ihn der Kölner EC an den Rhein, mit dem er in der Saison 1983/84 ein weiteres Mal Deutscher Meister wurde. 
Einen Großteil seiner Karriere verbrachte er anschließend beim ECD Iserlohn, der ihn zur Saison 1984/85 verpflichtete. Unterbrochen von einem kurzen Gastspiel beim Mannheimer ERC infolge der ECD-Insolvenz im Dezember 1987 spielte er fast sechs Jahre lang im Sauerland. Beim Neustart des in ECD Sauerland umbenannten Vereins in der Oberliga wirkte Gailer in der Saison 1988/89 als Spielertrainer. Ihm gelang mit der Mannschaft der direkte Aufstieg in die 2. Bundesliga, in der er dem Verein als Spieler zunächst erhalten blieb, während er das Traineramt an Jozef Golonka abgab.
Während der Saison 1989/90 kehrte er dann aber zum Kölner EC in die Bundesliga zurück. In seinem letzten Bundesliga-Jahr spielte er wieder in Bayern, und zwar für den EC Hedos München, bevor er seine Profi-Karriere nach zwei Jahren – erneut als Spielertrainer – in der zweithöchsten Spielklasse beim EHC Essen-West im Jahr 1993 beendete.

### Als Trainer
Schon im Jahr darauf holte ihn erneut ein Iserlohner Club, diesmal der neu gegründete Iserlohner EC (IEC) als Cheftrainer. Er stieg mit dem IEC in die damals zweitklassige 1. Liga auf und übergab die Mannschaft im Sommer 1997 an Greg Poss. Gailer übernahm für drei Jahre den Braunlager EHC/Harz, der damals ebenfalls in der 1. Liga spielte. Seine letzte Trainerstation war sein Heimatverein SC Riessersee aus der 2. Bundesliga, den er während der Saison 2001/02 übernahm und bis zu seiner Entlassung im Oktober 2003 trainierte. In der Saison 2005/06 coachte er das U18-Team des SC Riessersee in der Deutschen Nachwuchsliga.

### International
Peter Gailer nahm an den Eishockey-Weltmeisterschaften 1981 und 1982 für die deutsche Nationalmannschaft teil. Insgesamt trug er bei 34 Spielen das deutsche Trikot.

## Erfolge und Auszeichnungen
- 1978 Deutscher Meister mit dem SC Riessersee
- 1979 Deutscher Vizemeister mit dem SC Riessersee
- 1981 Deutscher Meister mit dem SC Riessersee
- 1984 Deutscher Meister mit dem Kölner EC
- 1989 Oberliga-Meister und Aufstieg in die 2. Bundesliga mit dem ECD Sauerland (als Spielertrainer)

### Als Trainer
- 1988 Iserlohns Trainer des Jahres[2]
- 1994 Iserlohns Trainer des Jahres[2]
- 1995 Aufstieg in die 1. Liga mit dem Iserlohner EC
- 1995 Iserlohns Trainer des Jahres[2]
- 1996 Iserlohns Trainer des Jahres[2]
- 2003 Vizemeister der 2. Bundesliga mit dem SC Riessersee

## Karrierestatistik

### International
Vertrat Deutschland bei:
- U19-Junioren-Europameisterschaft 1975
- Weltmeisterschaft 1981
- Weltmeisterschaft 1982

(Legende zur Spielerstatistik: Sp oder GP = absolvierte Spiele; T oder G = erzielte Tore; V oder A = erzielte Assists; Pkt oder Pts = erzielte Scorerpunkte; SM oder PIM = erhaltene Strafminuten; +/− = Plus/Minus-Bilanz; PP = erzielte Überzahltore; SH = erzielte Unterzahltore; GW = erzielte Siegtore; 1 Play-downs/Relegation; Kursiv: Statistik nicht vollständig)

## Persönliches
In Essen spielte er mit seinem Stiefsohn Georg Gailer in einer Mannschaft, den er später noch in Iserlohn, Braunlage und Riessersee trainierte. Schon vor seiner Trainertätigkeit beim SC Riessersee erwarb Gailer Anfang der 2000er Jahre ein Hotel in Garmisch-Partenkirchen, das er gemeinsam mit seiner Frau und seiner Tochter betrieb. Im Frühjahr 2024 verkaufte er das Hotel und ging mit 68 Jahren in den Ruhestand.